# Nils Bernkert
Nils Erik Bernkert, född 21 juli 1909 i Gävle, död 23 september 1979 i Gävle, var en svensk fotbollsspelare.
Bernkert representerade Gefle IF i Fotbollsallsvenskan 1933/1934 och 1934/1935. Sammanlagt gjorde han 20 allsvenska matcher (5 mål) för klubben.